# مولوي عبد الرحمن راشد
مولوي عبد الرحمن راشد سياسي أفغاني من حركة طالبان. يشغل حاليًا منصب وزير الزراعة والري والثروة الحيوانية بالوكالة منذ 22 سبتمبر 2021.